# كريستيان برون
كريستيان برون هو ممثل كندي ولد في 25 أكتوبر 1979.

## روابط خارجية
كريستيان برون على موقع IMDb (الإنجليزية)
- كريستيان برون على موقع ألو سيني (الفرنسية)
- كريستيان برون على موقع أول موفي (الإنجليزية)
- كريستيان برون على موقع قاعدة بيانات الفيلم (الإنجليزية)
- كريستيان برون على موقع كينوبويسك (الروسية)